# Ізобільненська сільська адміністрація
Ізобі́льненська сільська адміністрація (каз. Изобильный ауылдық әкімдігі, рос. Изобильненская сельская администрация) — адміністративна одиниця у складі Степногорської міської адміністрації Акмолинської області Казахстану. Адміністративний центр та єдиний населений пункт — село Ізобільне.
Населення — 540 осіб (2021; 933 у 2009, 1428 у 1999, 1881 у 1989).
Саном на 1989 рік існувала Ізобільненська сільська рада (села Восточне, Жалин, Ізобільне) Селетінського району. Після ліквідації району 1997 року Ізобільненський сільський округ перейшов до складу Єрейментауського району. 2000 року було ліквідовано село Жалин. 2013 року частина сільської адміністрації площею 120,05 км² та селом Ізобільне була передана до складу Степногорської міської адміністрації, інша частина та колишнє село Восточне залишились у районі і перейшли до складу Селетінського сільського округу.

## Склад
До складу адміністрації входять такі населені пункти:
| Населений пункт | Колишні назви | Населення, осіб (1989) | Населення, осіб (1999) | Населення, осіб (2009) | Населення, осіб (2021) |
| --------------- | ------------- | ---------------------- | ---------------------- | ---------------------- | ---------------------- |
| Жалин, село     | -             | 106                    | 0                      | -                      | -                      |
| Ізобільне, село | -             | 1775                   | 1428                   | 933                    | 540                    |